# Trochalopteron melanostigma
Trochalopteron melanostigma е вид птица от семейство Leiothrichidae.

## Разпространение
Видът е разпространен във Виетнам, Китай, Лаос, Мианмар и Тайланд.